# Fortyfikacje Paryża (XIX wiek)

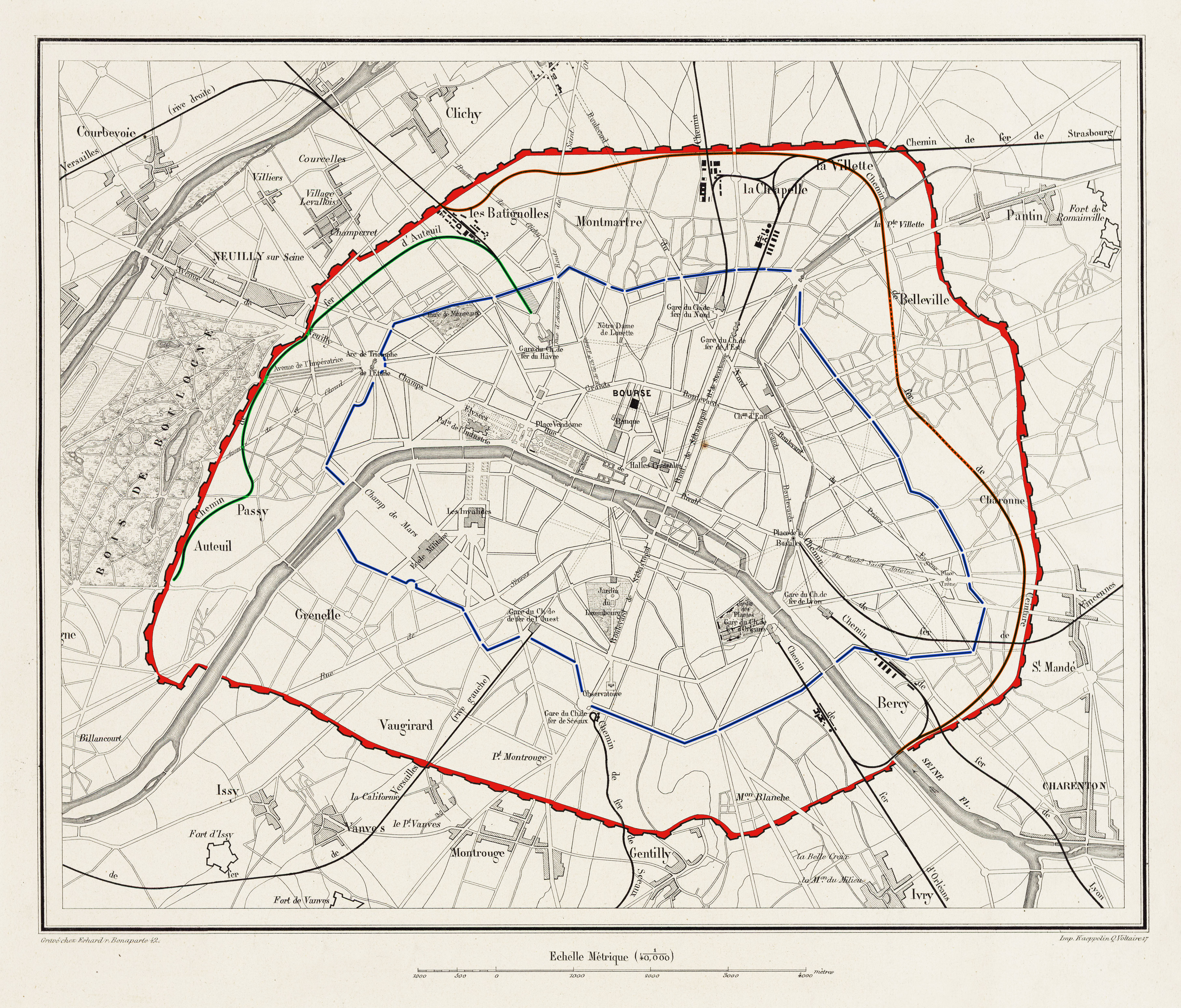
Obwód ciągłego tzw. wału Thiersa

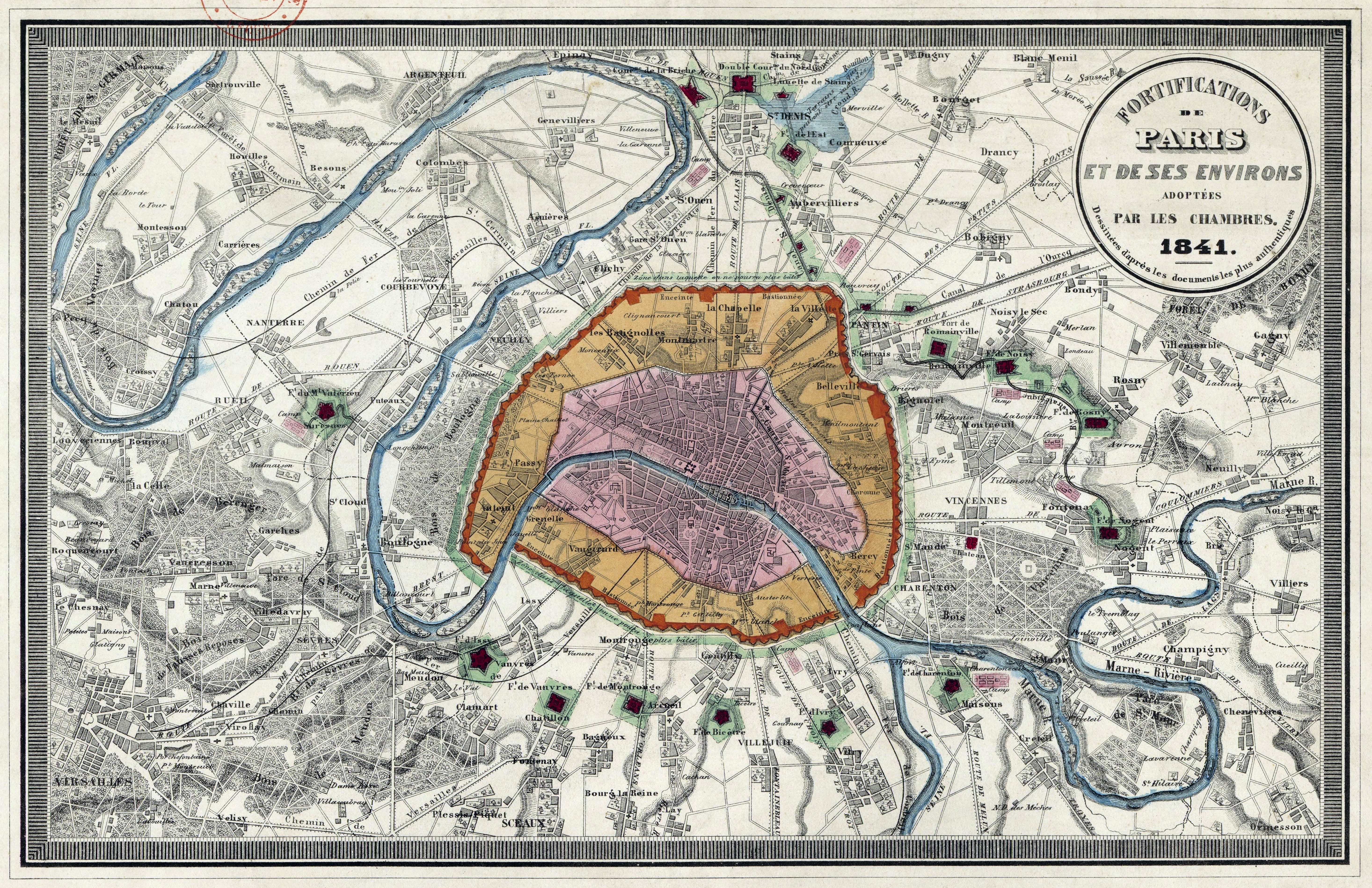
Mapa ciągłych obwałowań i wewnętrznego pierścienia fortów z lat 40. XIX wieku

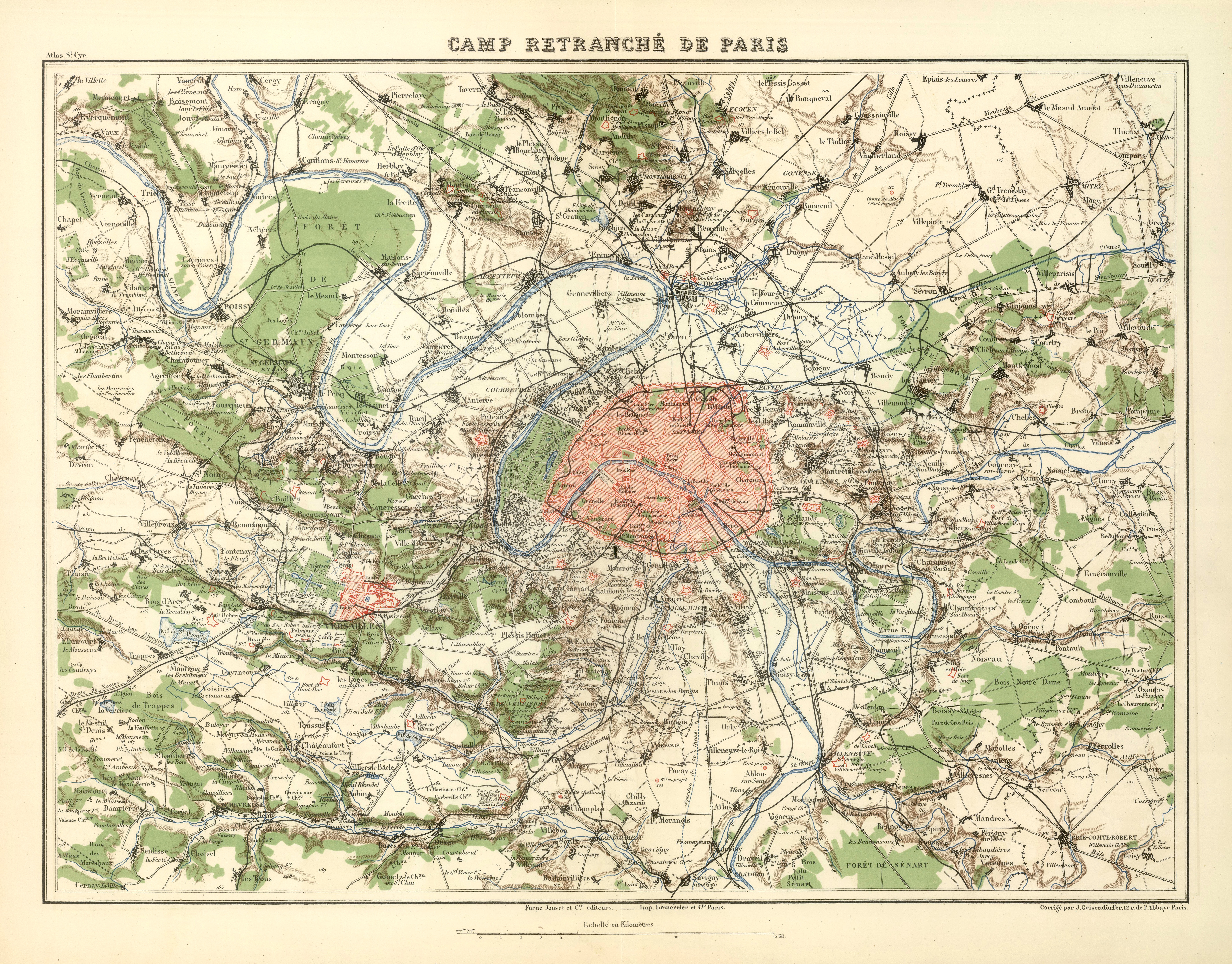
Mapa rdzenia, wewnętrznego i zewnętrznego pierścienia fortów (z lat 80. XIX wieku)

Fortyfikacje Paryża (XIX wiek) – pierścień umocnień wokół Paryża, wzniesionych w dwóch głównych etapach: w latach 40. (tzw. fortyfikacje Thiersa) i 80. (system Séré de Rivières’a) XIX wieku. Składały się z rdzenia w postaci ciągłego obwodu z bastionami i dwóch pierścieni zewnętrznych fortów.

## Okoliczności powstania
Wzniesione w latach 40. XIX stulecia fortyfikacje miały za zadanie osłonić miasto dzięki zajęciu wszystkich dominujących pozycji na okolicznych wzgórzach. Kotlinę, w której znajdowało się miasto, otoczono ciągłym wałem, opatrzonym bastionami. W obrębie wału znalazły się także dalekie przedmieścia, które dużo później stały się częścią właściwego miasta. Debata nad umocnieniem miasta toczyła się już od lat 30. XIX wieku, a w 1832 rozpoczęto nawet prace przy budowie fortów, których wzniesienie, w liczbie 14, zaleciła specjalna komisja wojskowa. Rok później, po wydaniu 4,7 mln franków, inwestycje zostały wstrzymane na skutek protestów opozycji parlamentarnej. Wobec postrzeganego zagrożenia wojną, rząd powrócił do pomysłu w 1840 – tym razem formalnie przeprowadzając stosowne ustawy przez parlament. Po długich debatach co do sensowności (politycznej i militarnej) umocnień jako takich oraz ich kształtu (wyłącznie pierścień fortów, czy także ciągłe obwałowanie), w kwietniu 1840 uchwalono ustawę zapewniającą 140 milionów franków na budowę ciągłego umocnienia wokół miasta, oraz 17 fortów wysuniętych na przedpole.

## Wał Thiersa
Ciągły wał ciągnął się przez wzgórza Passy i Étoile, obejmował całe wzgórze Montmartre i płaskowyż Saint-Denis za La Chapelle i La Villette; następnie wiódł przez płaskowyż Romainville, otaczając Buttes Chaumont, Belleville, Ménilmontant i Père-Lachaise na prawym brzegu Sekwany. Na lewym brzegu ciągnął się od Bicêtre przez płaskowyż Montrouge, obejmując Montparnasse i Vaugirard, i dochodząc ponownie do Sekwany poniżej Auteuil. Łączna długość ciągłego obwodu wynosiła 39 km (pojawia się też wartość 36 km), a teren wewnątrz miał powierzchnię 7802 ha. Ponieważ Adolphe Thiers był w znacznej mierze pomysłodawcą ufortyfikowania miasta i bezpośrednio odpowiadał za uzyskanie zgody parlamentu na niezbędne wydatki, opinia publiczna nazwała wał jego imieniem. 
Właściwym projektantem umocnienia był gen. Guillaume Dode de la Brunerie. Narys tej fortyfikacji składał się z dziesięciometrowej skarpy, przed którą poprowadzono szeroką na 37 m suchą  fosę i przedwał o wysokości 5 m z płaskim przedstokiem. Łączna szerokość wynosiła niemal 140 m. Wał broniony był przez 94 bastiony, przedzielone odcinkami kurtyn o średniej długości ok. 350 m. Bastiony były niewiele wysunięte przed linię wału, bez uszu, część miała formę półbastionu lub bastionu płaskiego, o niezałamanym czole; niektóre wyposażone były w nadszańce. 26 bastionów położonych było na lewym brzegu rzeki, a 68 na prawym, na całej długości umocnień ulokowano 700 dział. Wzdłuż wewnętrznej strony ciągnął się szeroki bulwar, służący wojskowej komunikacji, którego odcinki nazwano od marszałków Pierwszego Cesarstwa: Poniatowskiego, Soulta, Davouta, Mortiera, Séruriera, Macdonalda, Neya, Bessières’a, Berthiera, Gouvion-Saint-Cyra, Lannes’a, Sucheta, Murata (prawy brzeg); Massény, Kellermanna, Jourdana, Brune’a, Lefebvre’a i Victora (lewy brzeg).
Pierwotnie przez wał były 52 przejścia:
- 17 bram: Charenton, Vincennes, Bagnolet, Romainville, Allemagne, La Villette, La Chapelle, Saint-Denis, Saint-Ouen, Cherbourg, Saint-Cloud, Versailles, Chevreuse, Toulouse, Antibes, Choisy, Ivry i Bâle (dla głównych dróg)[3].
- 23 mniejsze bramy: Bercy, Reuilly, Picpus, Saint-Mandé, Montreuil, Ménilmontant, Prés-Saint-Gervais, Canal de l’Ourcq, Canal de Saint-Denis, Aubervilliers, Clignancourt, Courcelles, Villiers, Révolte, Roule, Point-du-Jour, Sèvres, Issy, Plaine, Plaisance, Montrouge, Arcueil i Bicêtre (dla dróg departamentalnych)[3].
- 12 furt: Montempoivre, Pantin, Poissonniers, Montmartre, Clichy, Levallois, Auteuil, Billancourt, Javel, Vanves, Gentilly oraz Bièvre (dla dróg lokalnych)[3].

Po rozmaitych przebudowach i przemianowaniach na początku XX wieku bram i furt było 59.

## Wewnętrzny pierścień fortów
Wał otoczony był wewnętrznym pierścieniem fortów, którego obwód miał ok. 53 km. Wysunięte były one przed linię wału o 2 do 5 km i zajmowały najważniejsze wzgórza przewyższające główną linię obronną. Na południe od Paryża były to forty: na wzgórzach między górnym biegiem Sekwany a Bièvre – Fort d’Ivry i Fort de Bicêtre, zaś między Bièvre a dolnym biegiem rzeki – Fort Montrouge, Fort Vanves i Fort Issy. Na przeciwległym brzegu, na wzgórzu nad Suresnes, zamykającym wielki meander Sekwany, usadowiono fort Mont Valérien. Na północnym końcu tego meandru znajdowało się miasto Saint-Denis. Naturalnie osłonięte rzeką od zachodu, od północy strzeżone było przez dwa dzieła bastionowe, a od wschodu przez Fort de l’Est i Fort d’Aubervilliers, chroniący także La Villette.
Płaskowyżu Romainville strzegły umocnienia fortów Pantin, Romainville, Noisy, Rosny i Nogent. Linia redut na grani nad Marną, naprzeciw Joinville-le-Pont i fort Charenton, położony w widłach Marny i Sekwany domykały obwodu, zmniejszając też znaczenie dawnej cytadeli w Vincennes.